# Гас Леонард
Гас Леонард (англ. Gus Leonard; 4 лютого 1859 — 27 березня 1939) — американський кіноактор.

## Біографія
Актор французького походження почав свою довгу кар'єру на сцені в Сан-Франциско, штат Каліфорнія, коли він був ще дитиною в 1860-х роках. Пізніше він спеціалізувався на ролі п'яного офіціанта у водевілях.
Леонард розпочав свою кінокар'єру в 1915 році і в основному грав ролі другого плану в комедіях. Він знявся майже в 190 фільмах між 1916 і 1937 роками. Зокрема знявся в комедіях «Наша банда»: каша і молоко, «Красуня вчителя» та «Щасливий кут».
Леонард помер від крововиливу в мозок у Лос-Анджелесі, штат Каліфорнія, 27 березня 1939 року у віці 80 років.

## Вибрана фільмографія
- 1917 — Жвавий крок / Step Lively
- 1917 — Соромливий / Bashful
- 1917 — Йдіть далі / Move On
- 1917 — Всі на борт / All Aboard
- 1917 — Острів веселки / Rainbow Island
- 1919 — З рук до рота
- 1919 — У старому виході на сцену
- 1921 — Природжений моряк / Sailor-Made Man